# Движение демократического национального союза
Движе́ние национа́льно-демократи́ческого сою́за (кхмер. ចលនាសហភាពជាតិប្រជាធិបតេតយ្យ) — камбоджийская политическая партия 1990—2000-х годов, созданная в результате раскола в руководстве Красных кхмеров. Основана бывшим министром иностранных дел «Демократической Кампучии» Иенг Сари после разрыва с Пол Потом. В течение нескольких лет по согласованию с правительством Хун Сена фактически контролировала город Пайлин. Прекратила существование после ареста Иенг Сари.

## Бунт «Брата номер 3»
После Парижских соглашений 1991 года Красные кхмеры не признали условий урегулирования и продолжили партизанскую войну против властей Камбоджи. При этом созданная в 1992 Камбоджийская партия национального единства официально позиционировалась как «либерально-демократическая». Реальным главой движения оставался Пол Пот («Брат номер 1» в «Демократической Кампучии»), публичное руководство осуществлял Кхиеу Самфан («Брат номер 4»), политический аппарат возглавлял Нуон Чеа («Брат номер 2»), военное командование — Сон Сен и Та Мок («Брат номер 5»), внешние связи курировал Иенг Сари («Брат номер 3»).
В августе 1996 года Иенг Сари объявил о своём разрыве с «фашистским режимом Пол Пота» и обвинил бывших соратников в жестоком терроре и массовых убийствах. Он принял правительственную амнистию и учредил партию Движение демократического национального союза (DNUM). В неё вошли несколько тысяч «Красных кхмеров», ушедших вместе с Иенг Сари. Был также основан печатный орган партии — журнал Phka Rik (Цветок в цвету).
Уход Иенг Сари вызвал сильное раздражение Пол Пота и его окружения. Бывший «Брат номер 3» был заочно приговорён к смертной казни трибуналом «Красных кхмеров». Наряду с изменой он обвинялся также в коррупции.

## Декларации и практика
Представляя идеологию и программу DNUM, Иенг Сари называл себя сторонником «ограниченной» или «управляемой демократии» — по типу Сингапура (правление Ли Куан Ю), Таиланда (правление Према Тинсуланона) или даже Японии. Реально DNUM заключила соглашение с Народной партией Камбоджи и включилась в камбоджийскую систему власти. Однако от участия в парламентских выборах 1998 партия отказалась.
По согласованию с Хун Сеном Иенг Сари фактически получил мандат на управление городом Пайлин (до того времени — неофициальная столица «Красных кхмеров», местопребование подпольного правительства Кхиеу Самфана). Занимался коммерческой реализацией драгоценных камней и ценных пород древесины. Проживал попеременно на виллах в Пайлине и Пномпене.

Идеологически «Красные кхмеры» изменились почти до неузнаваемости. Они фактически представляли определённые слои гражданского общества — те, что романтично именуются «последней штольней». К середине 1990-х полпотовцы открыто переключились на откровенный криминал — контрабанду с Таиландом, рэкет приграничных деревень, крышевание коммерсантов Пайлина... Начала разваливаться верхушка «Красных кхмеров». До того отличавшаяся поразительной спайкой и устойчивостью..

## Распад и значение
В ноябре 2007 года Иенг Сари был арестован в Пномпене и привлечён к суду по обвинению в геноциде времён «Демократической Кампучии». В марте 2013 он скончался, не дождавшись приговора. Партия DNUM распалась и перестала существовать.
Создание DNUM явилось заметным событием в политической жизни Камбоджи 1990-х годов. Уход Иенг Сари предвосхитил события 1997 — раскол «Красных кхмеров», убийство Сон Сена, арест Пол Пота недавними соратниками. Была также продемонстрирована способность Хун Сена привлекать на свою сторону часть полпотовцев. После того, как нужда в таких компромиссах отпала, лидеры «Красных кхмеров» стали привлекаться к судебной ответственности.